# Cánovas del Castillo (1923)
El Cánovas del Castillo (hasta 1930 Antonio Cánovas del Castillo) fue un buque cañonero de la Armada Española, líder de su clase homónima, construidos por la Sociedad Española de Construcción Naval en los astilleros de Cartagena. Participó en la guerra civil en apoyo del bando sublevado. Su epónimo era Antonio Cánovas del Castillo (1828-1897), político e historiador español, figura capital de la política española de la segunda mitad del siglo XIX, ejerciendo el cargo de presidente del Consejo de Ministros en seis ocasiones,

## Construcción
La construcción del Eduardo Dato fue autorizada por la llamada Ley Miranda de 17 de febrero de 1915 (Diario Oficial núm. 39, del 18 de febrero), aunque no sería  hasta por un Real Decreto del 14 de enero de 1920 en que se autorizó un presupuesto de 14 500 000 pts. para la construcción de la clase. El buque fue puesto en grada el 22 de febrero de 1921, botado el 21 de enero del año siguiente y entregado la Armada española el 7 de diciembre de 1923.
Los buques de su clase se inspiraron los cañoneros de la clase Guanuajato -Guanajuato, Querétaro y Potosí- construidos dos en Ferrol y uno en el Astillero de Puerto Real, Cádiz, para la Armada de México durante la Segunda República Española.

## Historial
En febrero de 1924 se incorporó a las fuerzas navales del norte de África, quedando estacionado en Ceuta en mayo de 1924. El 4 de abril de 1925 llegó a Melilla, llevando a bordo el general Primo de Rivera, junto otras autoridades. En mayo de 1925 participó en la ocupación de Alcazarseguir.
El Cánovas del Castillo participó, junto con sus buques gemelos, en el Desembarco de Alhucemas el 8 de septiembre de 1925, siendo destacado con el Canalejas a bombardear Ued Lau, para distraer fuerzas enemigas del escenario principal.

### Guerra civil
Todos los buques de su clase quedaron en poder de los militares sublevados contra la República durante la Guerra Civil, siendo usados sobre todo en tareas de vigilancia y guardacostas.
Los cañoneros Cánovas del Castillo y Dato  hundieron el buque Cabo Santo Tomé de 16 600 t, de la Compañía Ybarra, que transportaba armas de Odesa (Ucrania Soviética) a Valencia, en Cabo Rosa (Argelia francesa) el 10 de octubre de 1937.
El Cánovas de Castillo fue dado de baja en la Armada el 9 de diciembre de 1959, siendo el buque de más dilatada vida de su clase.